# Perry Mason (singolo)
Perry Mason è il primo singolo estratto dal settimo disco del cantante britannico Ozzy Osbourne, Ozzmosis, pubblicato nel novembre 1995.

## Descrizione
Il brano, dedicato al personaggio di gialli Perry Mason, comincia con un riff di tastiera, per poi diventare via via più potente, fino al veloce assolo di Zakk Wylde.
Nel video, dove la durata della canzone viene accorciata a 5 minuti e 7 secondi, una bambina cammina in una strana fabbrica e, guardando nelle serrature delle porte, vede Ozzy Osbourne ed i suoi musicisti suonare la canzone.

## Tracce
CD UK
1. Perry Mason (Edit) (O.Osbourne, Z.Wylde, J.Purdell) - 4:27
2. Perry Mason (Album Version) (O.Osbourne, Z.Wylde, J.Purdell) - 5:53
3. Living With The Enemy (O.Osbourne, Z.Wylde, J.Purdell  - 5:32
4. The Whole World`s Falling Down (O.Osbourne, J. Blades,  T. Shaw) - 5:03

CD UK, Europa
1. Perry Mason (Edit) (O.Osbourne, Z.Wylde, J.Purdell) - 4:27
2. Living With The Enemy (O.Osbourne, Z.Wylde, J.Purdell  - 5:32
3. The Whole World`s Falling Down (O.Osbourne, J. Blades,  T. Shaw) - 5:03

CD UK, Maxi-Singolo, Edizione Limitata
1. Perry Mason (Album Version) (O.Osbourne, Z.Wylde, J.Purdell) - 5:53
2. No More Tears (Album Version) (O.Osbourne, Z.Wylde, R.Castillo, J.Purdell, M.Inez) - 7:24
3. Don't Want To Change The World  (O.Osbourne, Z.Wylde, R.Castillo, L.Kilmister)  - 4:06
4. Flying High Again  (O.Osbourne, R.Rhoads, B.Daisley, L.Kerslake)  - 4:33

Vinile 7", Edizione Limitata
1. Perry Mason (Edit) (O.Osbourne, Z.Wylde, J.Purdell) - 4:27
2. Living With The Enemy (O.Osbourne, Z.Wylde, J.Purdell  - 5:32

## Formazione
- Ozzy Osbourne - voce
- Zakk Wylde - chitarra
- Geezer Butler - basso
- Deen Castronovo - batteria
- Rick Wakeman - tastiere
- Michael Beinhorn - tastiere